# 가정 (명)
가정(嘉靖, 1522년 ~ 1566년)은 명나라 세종(世宗) 가정제(嘉靖帝)의 연호이다. 45년 가량 사용하였다.
청나라의 관리 임시대(林時對)가 쓴《하삽총담》(荷牐叢談)에 따르면 연호 후보는 명량(明良), 소치(紹治), 가정(嘉靖) 등이 있었으며, 최종적으로 가정(嘉靖) 연호로 최종적으로 정하였다고 적혀있다.

## 개원
- 정덕(正德) 16년 4월 21일[2](율리우스력 1521년 5월 26일)에 연호를 가정(嘉靖)으로 정하고, 다음 해 1월 1일[3](율리우스력 1522년 1월 28일)에 개원함.[4][5][6]

- 가정(嘉靖) 45년 12월 26일[7](율리우스력 1567년 2월 4일)에 연호를 융경(隆慶)으로 정하고, 다음 해 1월 1일[8](율리우스력 1567년 2월 9일)에 개원함.[9][10][6]

## 연대 대조표
| 가정 | 서기(西紀) | 간지(干支) |
| 원년 | 1522년     | 임오(壬午) |
| 2년  | 1523년     | 계미(癸未) |
| 3년  | 1524년     | 갑신(甲申) |
| 4년  | 1525년     | 을유(乙酉) |
| 5년  | 1526년     | 병술(丙戌) |
| 6년  | 1527년     | 정해(丁亥) |
| 7년  | 1528년     | 무자(戊子) |
| 8년  | 1529년     | 기축(己丑) |
| 9년  | 1530년     | 경인(庚寅) |
| 10년 | 1531년     | 신묘(辛卯) |
| 가정 | 서기(西紀) | 간지(干支) |
| 11년 | 1532년     | 임진(壬辰) |
| 12년 | 1533년     | 계사(癸巳) |
| 13년 | 1534년     | 갑오(甲午) |
| 14년 | 1535년     | 을미(乙未) |
| 15년 | 1536년     | 병신(丙申) |
| 16년 | 1537년     | 정유(丁酉) |
| 17년 | 1538년     | 무술(戊戌) |
| 18년 | 1539년     | 기해(己亥) |
| 19년 | 1540년     | 경자(庚子) |
| 20년 | 1541년     | 신축(辛丑) |
| 가정 | 서기(西紀) | 간지(干支) |
| 21년 | 1542년     | 임인(壬寅) |
| 22년 | 1543년     | 계묘(癸卯) |
| 23년 | 1544년     | 갑진(甲辰) |
| 24년 | 1545년     | 을사(乙巳) |
| 25년 | 1546년     | 병오(丙午) |
| 26년 | 1547년     | 정미(丁未) |
| 27년 | 1548년     | 무신(戊申) |
| 28년 | 1549년     | 기유(己酉) |
| 29년 | 1550년     | 경술(庚戌) |
| 30년 | 1551년     | 신해(辛亥) |
| 가정 | 서기(西紀) | 간지(干支) |
| 31년 | 1552년     | 임자(壬子) |
| 32년 | 1553년     | 계축(癸丑) |
| 33년 | 1554년     | 갑인(甲寅) |
| 34년 | 1555년     | 을묘(乙卯) |
| 35년 | 1556년     | 병진(丙辰) |
| 36년 | 1557년     | 정사(丁巳) |
| 37년 | 1558년     | 무오(戊午) |
| 38년 | 1559년     | 기미(己未) |
| 39년 | 1560년     | 경신(庚申) |
| 40년 | 1561년     | 신유(辛酉) |
| 가정 | 서기(西紀) | 간지(干支) |
| 41년 | 1562년     | 임술(壬戌) |
| 42년 | 1563년     | 계해(癸亥) |
| 43년 | 1564년     | 갑자(甲子) |
| 44년 | 1565년     | 을축(乙丑) |
| 45년 | 1566년     | 병인(丙寅) |

## 동시대 연호

### 중국
- 전빈(田斌) 천연(天淵) (1546년)
- 채백관(蔡伯貫) 대보(大寶) (1565년 ~ 1566년)

### 베트남
후 레 왕조(後黎朝) 전기
- 꽝티에우(光紹) (1516년 ~ 1522년)
- 통응우옌(統元) (1522년 ~ 1527년)

막 왕조(莫朝)
- 민득(明德) (1527년 ~ 1529년)
- 다이찐(大正) (1530년 ~ 1540년)
- 꽝호아(廣和) (1541년 ~ 1546년)
- 빈딘(永定) (1547년 ~ 1548년)
- 까인릭(景曆) (1548년 ~ 1555년)
- 꽝바오(光寶) (1555년 ~ 1564년)
- 투언푹(淳福) (1565년 ~ 1568년)

후 레 왕조(後黎朝) 후기
- 응우옌호아(元和) (1533년 ~ 1548년)
- 투언빈(順平) (1549년 ~ 1556년)
- 티엔흐우(天佑) (1557년)
- 찐찌(正治) (1558년 ~ 1571년)

### 일본
- 다이에이(大永) (1521년 ~ 1528년)
- 교로쿠(享祿) (1528년 ~ 1532년)
- 덴분(天文) (1532년 ~ 1555년)
- 고지(弘治) (1555년 ~ 1558년)
- 에이로쿠(永祿) (1558년 ~ 1570년)

## 같이 보기
- 중국의 연호 목록